# María bonita (cançó)
«María bonita» és una cançó composta per Agustín Lara gravada en 1946. Va ser inspirada per María Félix.

## Origen
María Félix i Agustín Lara es van casar el 1945, mplicant crítiques i burles pels dubtes que van sorgir respecte a la raó per la qual una estrella de cinema es casaria amb un home 20 anys més gran, fins i tot assumint-ho com una argúcia publicitària, fet que va negar Félix constantment. La parella sofriria problemes en el curt període de casament. Carlos Monsiváis va afirmar que la cançó va ser ideada per Lara després d'un plet entre la parella com a forma de reconciliació.
Segons Eulalio Ferer, Lara la va compondre a Acapulco
| «                                                                  | durant una nit, quan baix a passejar a la platja, mentre María s'arreglava a l'Hotel de las Américas, abans d'un sopar al que els havien convidat a "El Mirador", talaia dels clavadistes d'Acapulco | » |
| — Eulalio Ferrer Rodríguez, "Agustín Lara i María Félix: “Tu y yo” | |   |

Segons Guadalupe Loaeza:
| «                  | María i Agustín es van allotjar a l'hotel El Papagayo, que estava format per bungalows situats enfront de la platja d'Hornos. En aquesta platja el compositor li va fer el seu regal, la cançó "María bonita". La cançó més famosa, la més interpretada, la que començava a sonar cada cop que Félix arribava a un lloc. | » |
| — Guadalupe Loaeza | |   |

El 1947 el compositor Chucho Monge va demandar a Lara pel suposat plagi d'un fragment de la melodia de la seva cançó "El remero", que Lara hauria usat a María bonita, fent un gran escàndol mediàtic. Monge perdonaria a Lara després d'arribar a un acord luego de que se encontraron casualmente en el centro de espectáculos El Patio y Lara le dijera "¿Chucho, por qué quieres fregarme en una canción que he dedicado a la mujer más bonita de México?". El abogado de dicho litigio fue Bernabé Jurado.
La cançó es convertiria en una de les més famoses de Lara, i donaria el seu títol com a sobrenom a Félix en endavant.

## Estructura musical
La cançó és un vals en to de re que Lara va interpretar acompanyat d'una petita orquestra.

## Posició en les llistes
- Número 2 a la Latin American Parade of Hits de Discos Peerless, maig de 1947.[11]